# Jamesia ericksoni
Jamesia ericksoni là một loài bọ cánh cứng trong họ Cerambycidae.